# Dignitas Humana Award
Der Dignitas Humana Award ehrt Menschen, die sich für die Achtung der Würde aller Menschen einsetzen. Er wird jährlich seit 1998 von der St. John’s School of Theology Seminary, Collegeville, Minnesota, USA vergeben.

## Preisträger
- 1998 – Jonathan Kozol
- 1999 – Marva Collins
- 2000 – Jean Vanier
- 2001 – Rev. Gregory Boyle SJ
- 2002 – S. Helen Prejean CSJ
- 2003 – Die Communauté de Taizé
- 2004 – Rev. Carl Wilkens
- 2005 – keine Verleihung
- 2006 – Die Gemeinschaft Sant’Egidio
- 2007 – Rick Ufford-Chase
- 2008 – Wangari Maathai
- 2009 – keine Verleihung
- 2010 – Common Hope